# Brad Rheingans

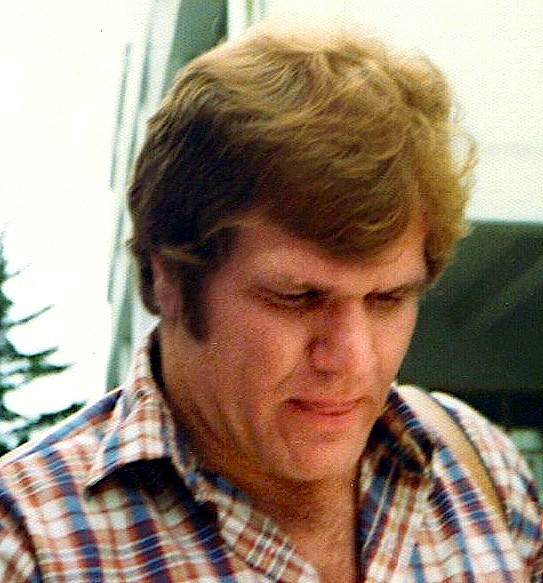
Brad Rheingans, 1983

Bradley Bert „Brad“ Rheingans (* 13. Dezember 1953 in Appleton, Minnesota) ist ein ehemaliger US-amerikanischer Ringer.

## Werdegang

### Karriere als Ringer
Brad Rheingans besuchte nach seiner High-School-Zeit die North Dakota State University und entwickelte sich dort zu einem hervorragenden Ringer im griechisch-römischen Stil. Er startete bei mehreren USA-Meisterschaften der AAU und gewann zwei nationale Titel. Er wurde auch zu internationalen Meisterschaften entsandt. Dort war jedoch meist der damals als unschlagbar geltende sowjetische Sportler Nikolai Balboschin für ihn Endstation. Rheingans größter Erfolg war der Gewinn der Bronzemedaille bei den Weltmeisterschaften 1979, bei den Olympischen Spielen 1976 in Montreal belegte er den 4. Platz. 1980 hatte sich Rheingans für die Teilnahme an den Olympischen Spielen in Moskau qualifiziert, konnte aber wegen des Olympiaboykotts der Vereinigten Staaten nicht daran teilnehmen. Frustriert trat er daraufhin zu den Wrestlern, der amerikanischen Version des Profi-Ringens, über.

### Karriere als Wrestler
Rheingans trat ab 1981 bis zur Schließung der Liga 1991 in der American Wrestling Association (AWA) auf. 1981 kürte ihn die Wrestling-Zeitschrift „Wrestling Observer Newsletter“ zum Neueinsteiger des Jahres. Die AWA ließ Rheingans in mehreren Kämpfen gegen ihren amtierenden Titelträger Nick Bockwinkel antreten. Zwischen März 1989 und September 1989 hielt Rheingans zusammen mit dem ehemaligen Olympiateilnehmer im Gewichtheben, Ken Patera, als „The Olympians“ den Tag-Team Titel der AWA. Zusammen mit Baron von Raschke, der unter seinem bürgerlichen Namen James Raschke ebenfalls ein ehemaliger Weltklasseringer war, hielt Rheingans zeitweilig den Tag Team Gürtel der Liga Pro Wrestling America. Rheingans hatte auch ein kurzes Gastspiel bei der World Wrestling Federation sowie Auftritte bei New Japan Pro-Wrestling. Er beendete seine Wrestlingkarriere 1994 nach Auftritten in kleineren unabhängigen Ligen in Minnesota.
Rheingans hatte bereits während seiner Wrestlingkarriere als Trainer gearbeitet und eröffnete nach seinem Karriereende eine Wrestlingschule. Zu seinen Schülern gehören bekannte Wrestler wie Big Van Vader oder John „Bradshaw“ Layfield.

## Internationale Erfolge
(OS = Olympische Spiele, WM = Weltmeisterschaft, S = Schwergewicht, bis 100 kg Körpergewicht, GR = griech.-römischer Stil)
- 1975, 1. Platz, Panamerican Games in Mexiko-Stadt, GR, S, vor Daniel Vernik, Argentinien und Lupe Lara, Kuba;
- 1975, 9. Platz, WM in Minsk, GR, S, nach Niederlagen gegen Zdenek Chara, CSSR und Nikolai Balboschin, Sowjetunion;
- 1976, 4. Platz, OS in Montreal, GR, S, mit Siegen über Andrzej Skrzydlewski, Polen, Bahram Moshtopi, Iran, Tore Hem, Norwegen und einer Niederlage gegen Balboschin;
- 1978, 4. Platz, WM in Mexiko-Stadt, GR, S, mit Siegen über Yasukasu Fujimoto, Japan und Niederlagen gegen Refik Memišević, Jugoslawien und Balboschin;
- 1979, 1. Platz, Panamerican Games in San Juan, GR, S, vor Barbaro Morgan, Kuba und Raul Garcia, Mexiko;
- 1979, 3. Platz, WM in San Diego, GR, S, mit Siegen über Tamás Gáspár, Ungarn, Vasile Andrei, Rumänien und Niederlagen gegen Georgi Rajkow, Bulgarien und Balboschin

## Nationale Erfolge
(NCAA = amerik. Hochschul-Sportverband)
- 1975, NCAA-Champion, GR, S
- 2 × USA-Meister, GR, S